# Stade Rapid-Giulești
Le stade Rapid-Giulești est un stade de football situé dans le quartier voisin de Bucarest à Giulești, en Roumanie. Il abrite le club de Liga I Rapid Bucarest depuis son ouverture en mars 2022 et a une capacité de 14 047 personnes.
Le stade de 67 millions d'euros a remplacé l'original stade Giulești-Valentin Stănescu. Il a accueilli la finale de la Coupe de Roumanie de football 2021-2022.

## Événements

### Association de football
| Matchs internationaux | Matchs internationaux                 | Matchs internationaux | Matchs internationaux | Matchs internationaux | Matchs internationaux |
| Date                  | Compétition                           | Domicile              | Extérieur             | Score                 | Affluence             |
| --------------------- | ------------------------------------- | --------------------- | --------------------- | --------------------- | --------------------- |
| 11 juin 2022          | Ligue des nations de l'UEFA 2022-2023 | Roumanie              | Finlande              | 1 - 0                 | 11 503                |
| 14 juin 2022          | Ligue des nations de l'UEFA 2022-2023 | Roumanie              | Monténégro            | 0 - 3                 | 11 657                |
| 26 septembre 2022     | Ligue des nations de l'UEFA 2022-2023 | Roumanie              | Bosnie-Herzégovine    | 4 - 1                 | 12 693                |

## Galerie

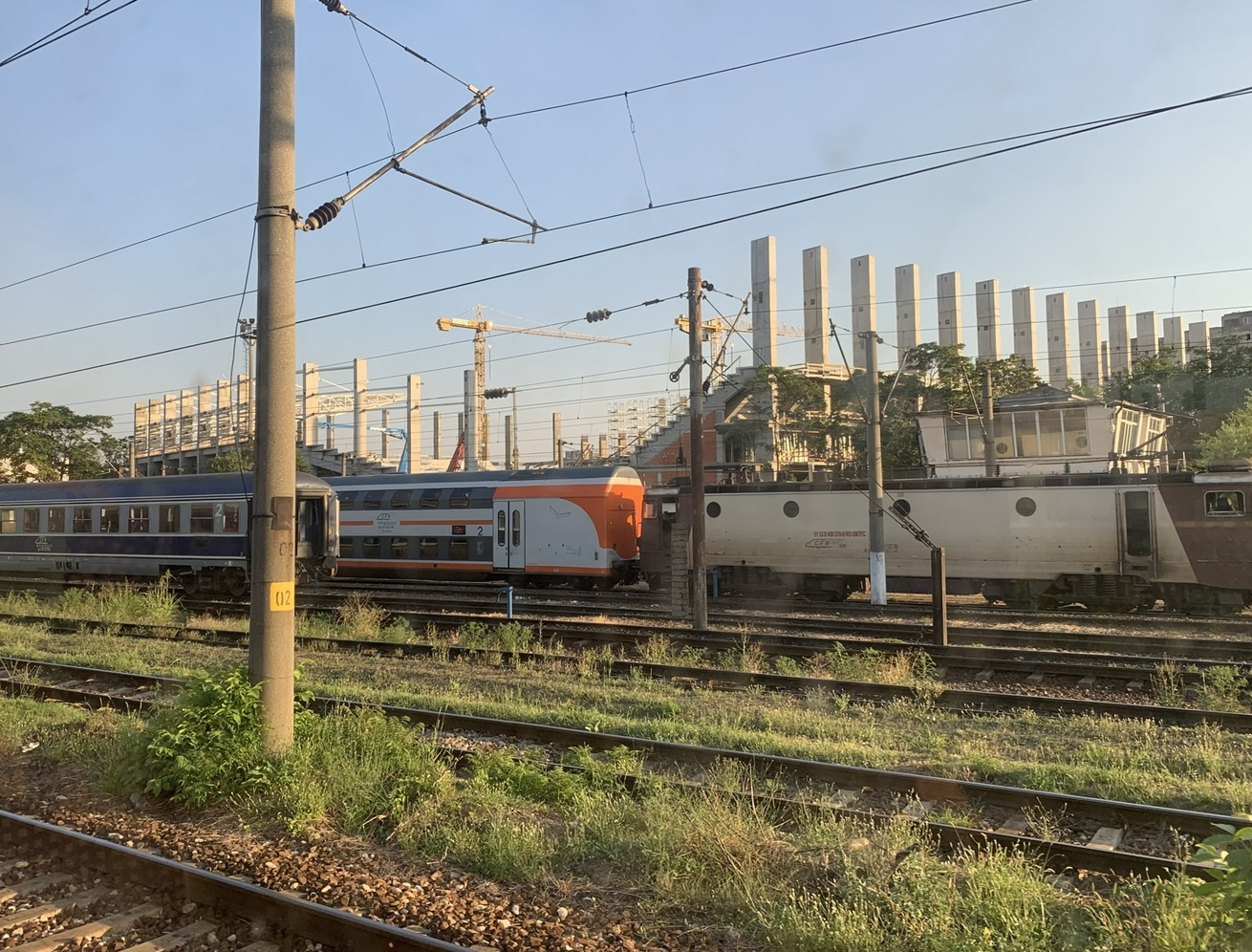
Le stade en travaux, juillet 2020
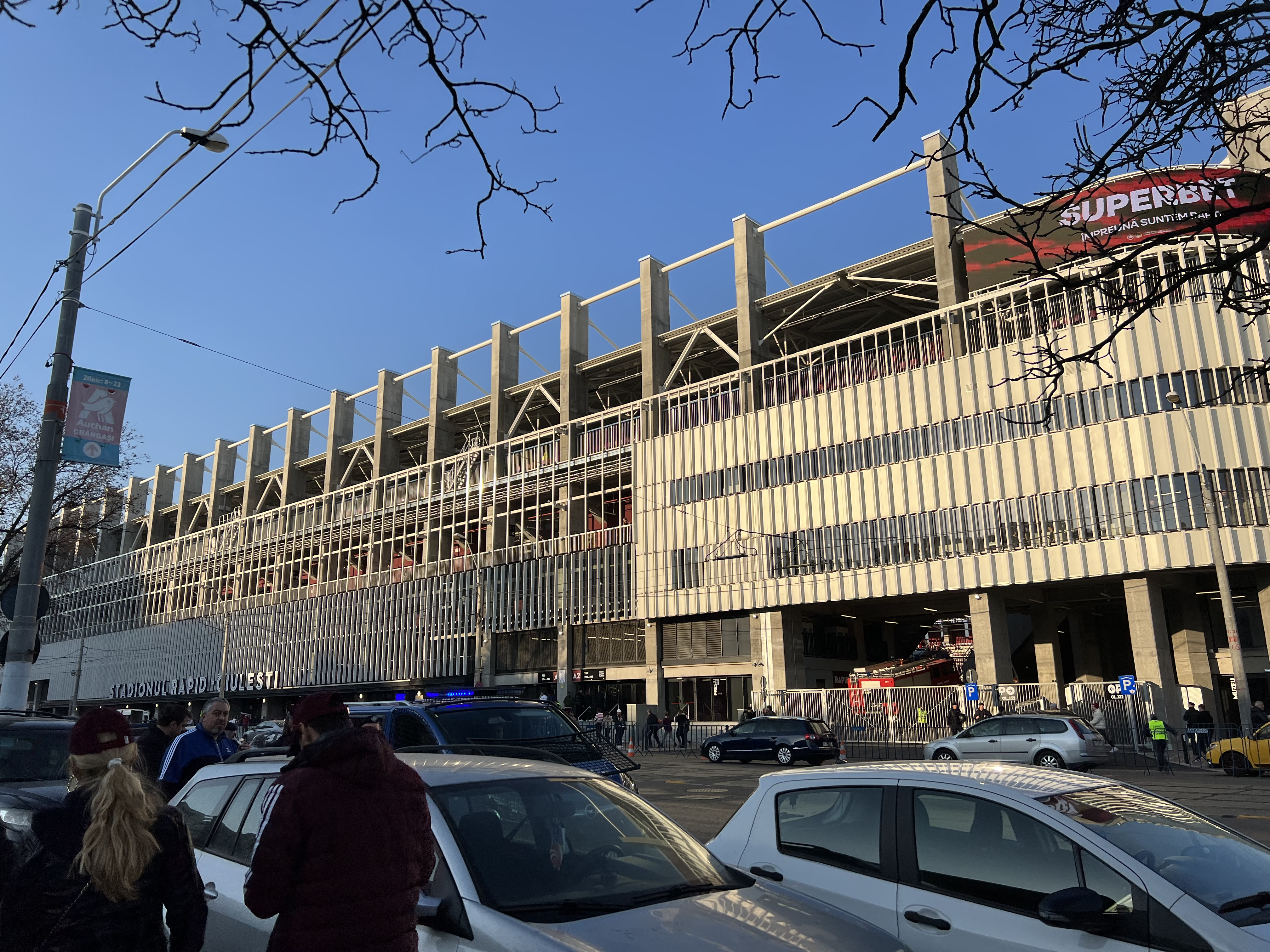
Entrée du stade
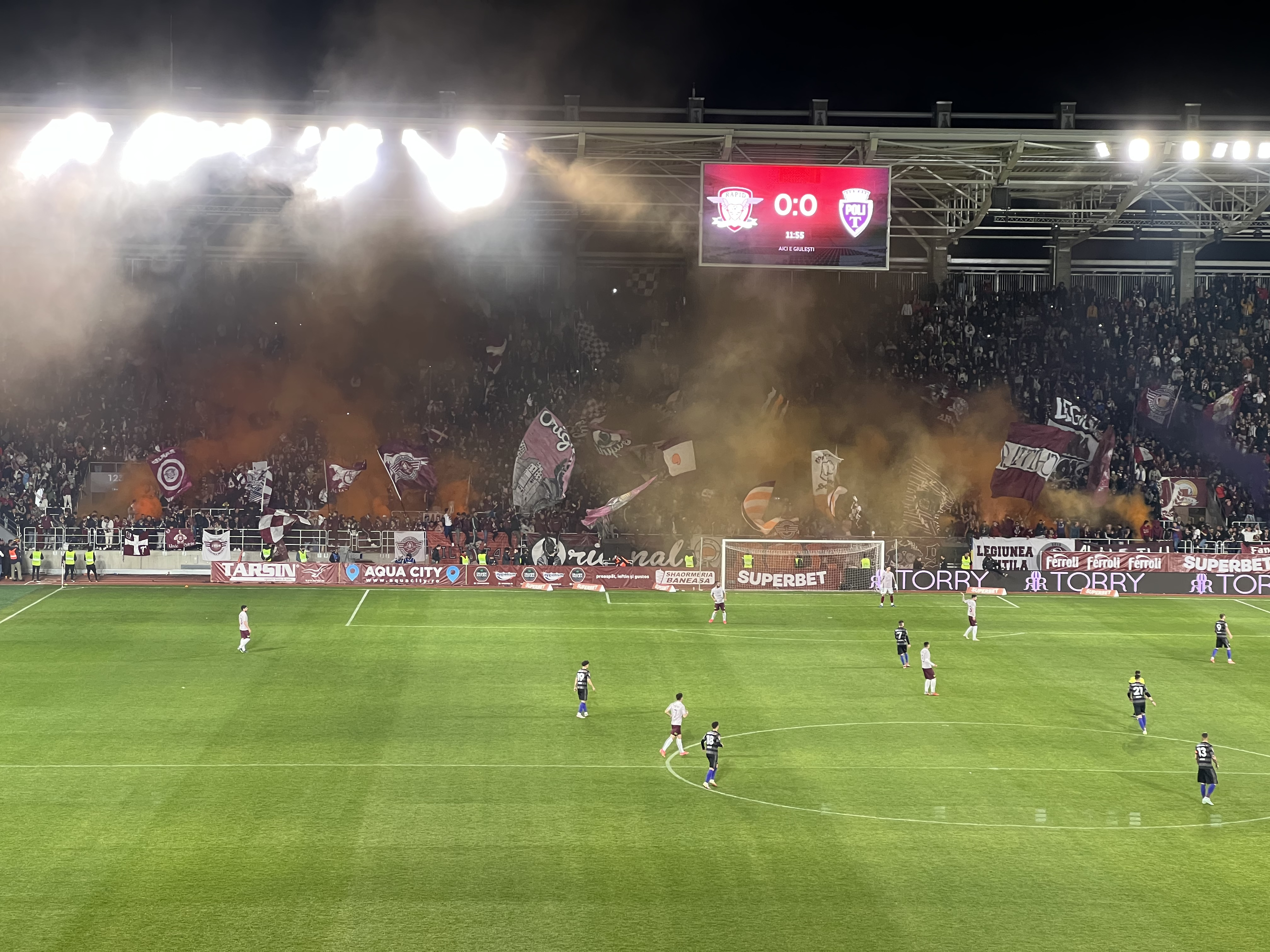
Le stade pendant le match d'ouverture
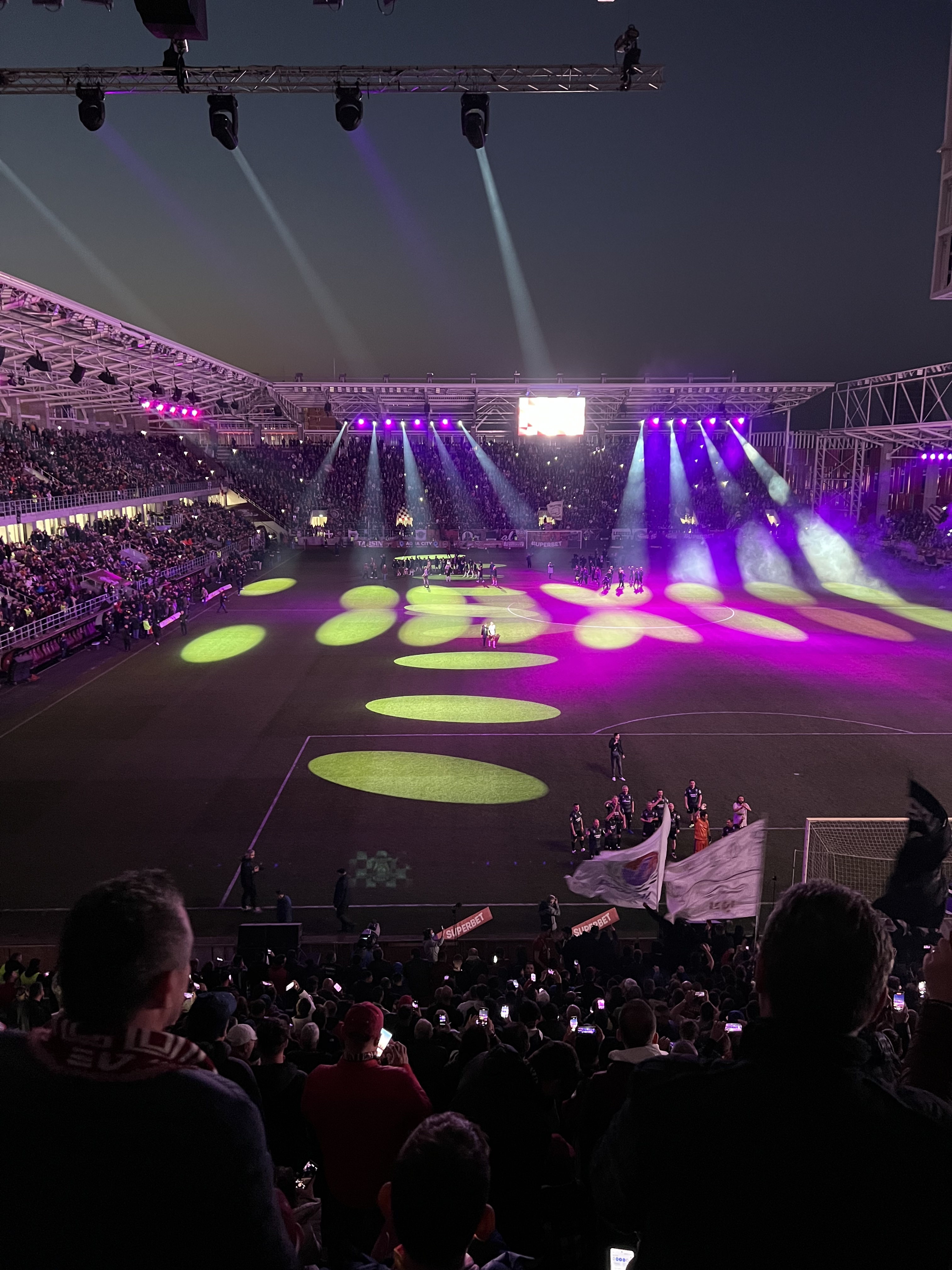
Cérémonie d'ouverture